# Torsten Frings
 Torsten Frings (Würselen, NSZK, 1976. november 22. –) német válogatott labdarúgó. A Meppen   vezetőedzője.

## Pályafutása

### Klubcsapatban
Frings  hatéves korában kezdett focizni a Rot-Weiß Alsdorf nevű focicsapatnál. 1990 és 1996 között az Alemania Aachen csapatában focizott. 1997 januárjában került a Werder Bremenhez, majd az itt nyújtott teljesítménye miatt meghívták a válogatottba is. 2002 és 2004 között a Borussia Dortmund csapatában játszott, ám egy szerencsétlen térdsérülés miatt az egész 2003/'04-es szezon első felét kellett hagynia. 2004. január 30-án lépett újra pályára, majd fél év múlva a Bayern München csapatához távozott. A Bayernnél a csapat törzsgárdájához tartozott és először szerzett német bajnoki címet. 2005 nyarán visszatért Brémába a Werderhez. A brémai csapat 2011-ig szóló szerződést kínált Fringsnek, amit ő elfogadott.
2011. június 29-én bejelentette hogy az MLS-be igazolt a Toronto FC csapatába.

### A válogatottban
Frings a német válogatottban 2001. február 27-én mutatkozott be egy Franciaország ellen 0-1-re elveszített mérkőzés alkalmával. A 2005-ös konföderációs kupán Frings viselte a csapatkapitányi karszalagot. A 2002-es labdarúgó-világbajnokságon a német válogatottal ezüstérmes lett. Szintén részt vett a portugáliai Európa-bajnokságon. A hazai pályán rendezett világbajnokság negyeddöntőjében megütött egy argentin játékost, ezért 5000 svájci frank büntetésre ítélték és eltiltották a következő mérkőzéstől. Frings részt vett a 2008-as Eb-n is, ahol a csoportkör után megsérült, így kimaradt a portugálok elleni negyeddöntőből is.
Frings házas, az észak-németországi Brémában él feleségével és két leányával.

## Sikerei, díjai

### Werder Bremen
- DFB-Pokal győztes 1999-ben
- DFB-Ligakupa győztes 2006-ban

### Bayern München
- Bundesliga bajnok 2004-2005-ben
- DFB-Pokal győztes 2005-ben
- DFB-Ligakupa győztes 2004-ben

### Válogatott
- Konföderációs kupa bronzérmes 2005-ben
- Világbajnoki ezüstérmes 2002-ben
- Világbajnoki harmadik 2006-ban

## Külső hivatkozások
- Torsten Frings személyes honlapja
- Frings a Werder Bremen honlapján
- Frings a labdarúgók adatbankjában